# Basil Wolverton
Basil Wolverton (né le 9 juillet 1909 à Central Point et mort le 31 décembre 1978 à Vancouver) est un auteur de bande dessinée et caricaturiste américain surtout connu pour ses récits humoristiques publiés par Timely Comics, ses comics horrifiques du début des années 50, et ses caricatures au style très déformé, dont certaines publiées dans Mad.
Auteur autodidacte, Wolverton a développé un style très personnel fait d'exagérations et de difformités qui a exercé une influence majeure sur de nombreux auteurs de comics underground.
Il reste peu connu en France.

## Biographie

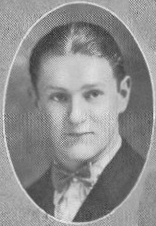
Wolverton lycéen en 1927. Photographie publiée dans l'annuaire du lycée de Vancouver.

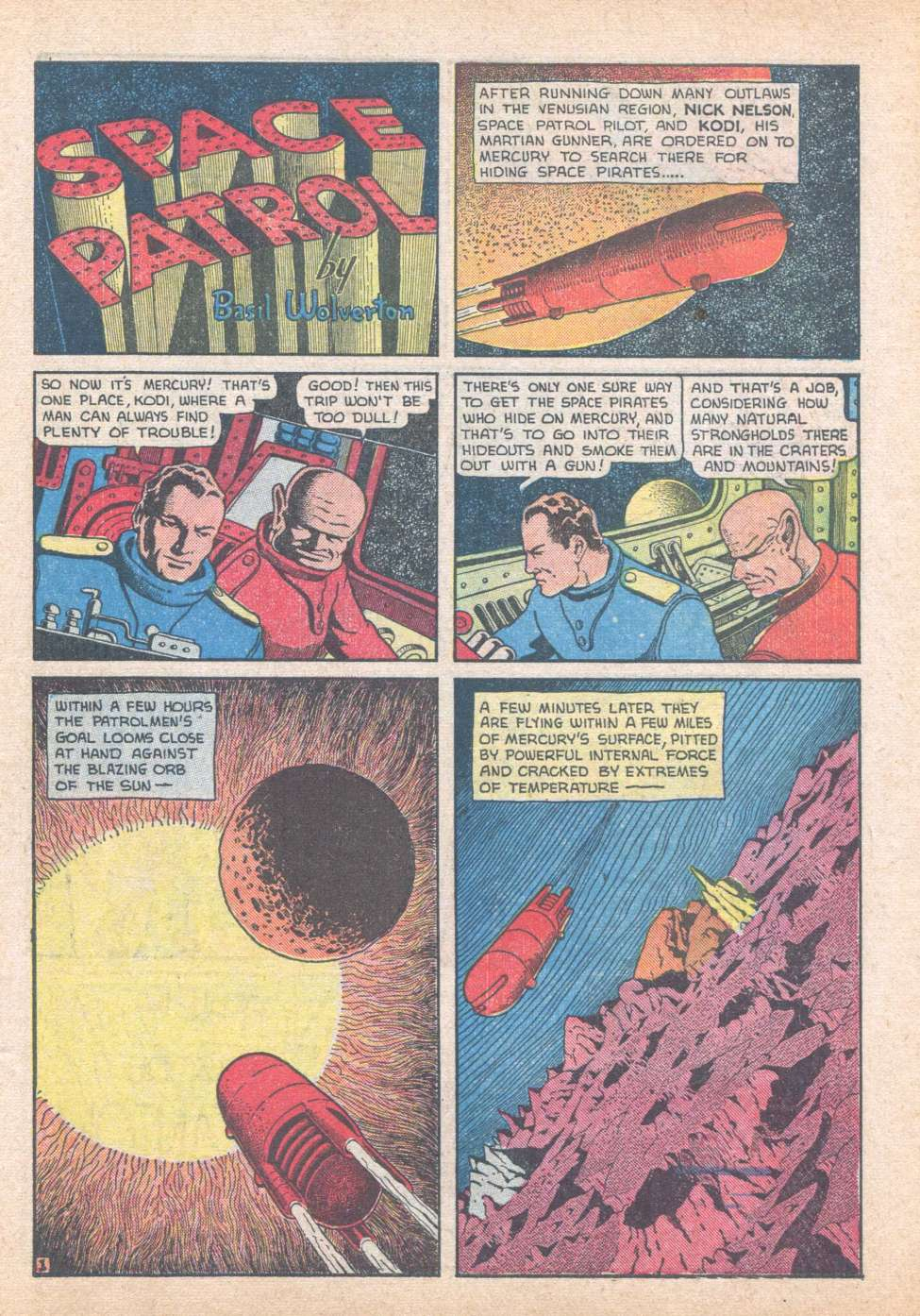
Première page du second épisode de Space Patrol, publié dans le n^{o} 19 de Amazing Mystery Funnies (avril 1940), un comic book édité par Centaur. En 1940, Wolverton développait en parallèle deux séries de S-F : Spacehawk et Space Patrol.

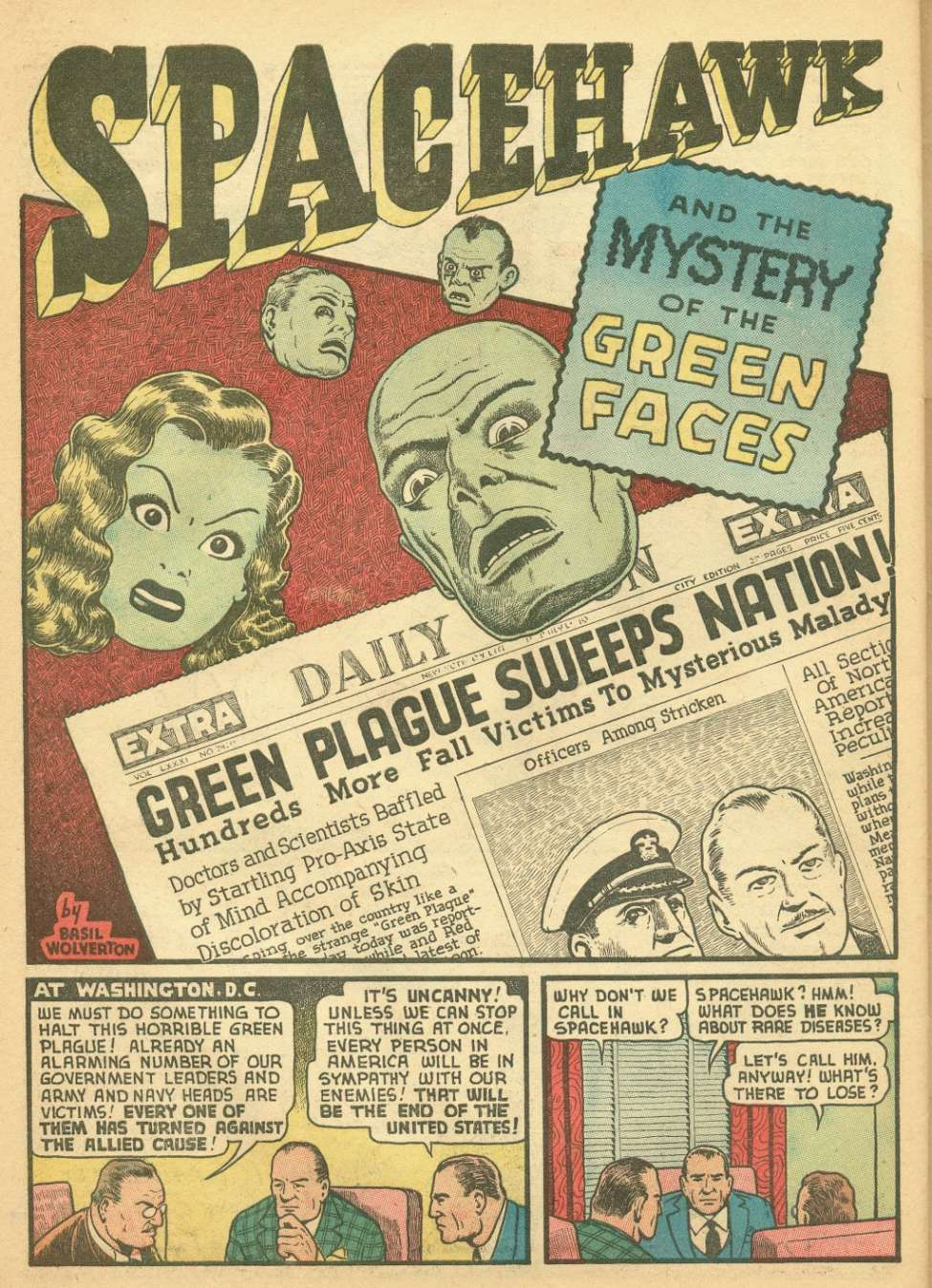
Première page de "The Mystery of the Green Faces", l'un des derniers épisodes de Spacehawk (publié dans le numéro de septembre 1942 de Target Comics, un comic book édité par Novelty Press). Depuis le douzième épisode (mai 1941), le justicier de l'espace est revenu sur Terre pour combattre les forces de l'Axe.

Basil Wolverton naît le 9 juillet 1909 à Central Point, village proche de Medford, petite ville du Sud-Ouest de l'Oregon, aux États-Unis. Autodidacte, il vend son premier dessin humoristique au magazine America's Humor en 1926, et travaille pour la presse durant la décennie qui suit. En avril 1938, Globe Syndicate publie dans son comic book Circus la première histoire de Spacehawk, un aventurier qui combat divers criminels à travers l'univers,. Première série importante de Wolverton, Spacehawk est reprise entre juin 1940 et décembre 1942 dans Target Comics (en), comic book du groupe Novelty Press.
Après cette incursion dans la bande dessinée de science-fiction, Wolverton revient vers l'humour en créant Powerhouse Pepper (en), jeune coureur de jupon athlétique mais très bête, dont les récits publiés entre 1942 et 1948 dans divers périodiques publiés par Timely Comics connaissent un certain succès. Durant cette période, il crée d'autres séries humoristiques pour Timely (Inspector Hector the Crime Detector), Fawcett (Mystic Moot and His Magic Snoot) ou encore Lev Gleason (Scoop Scuttle). 

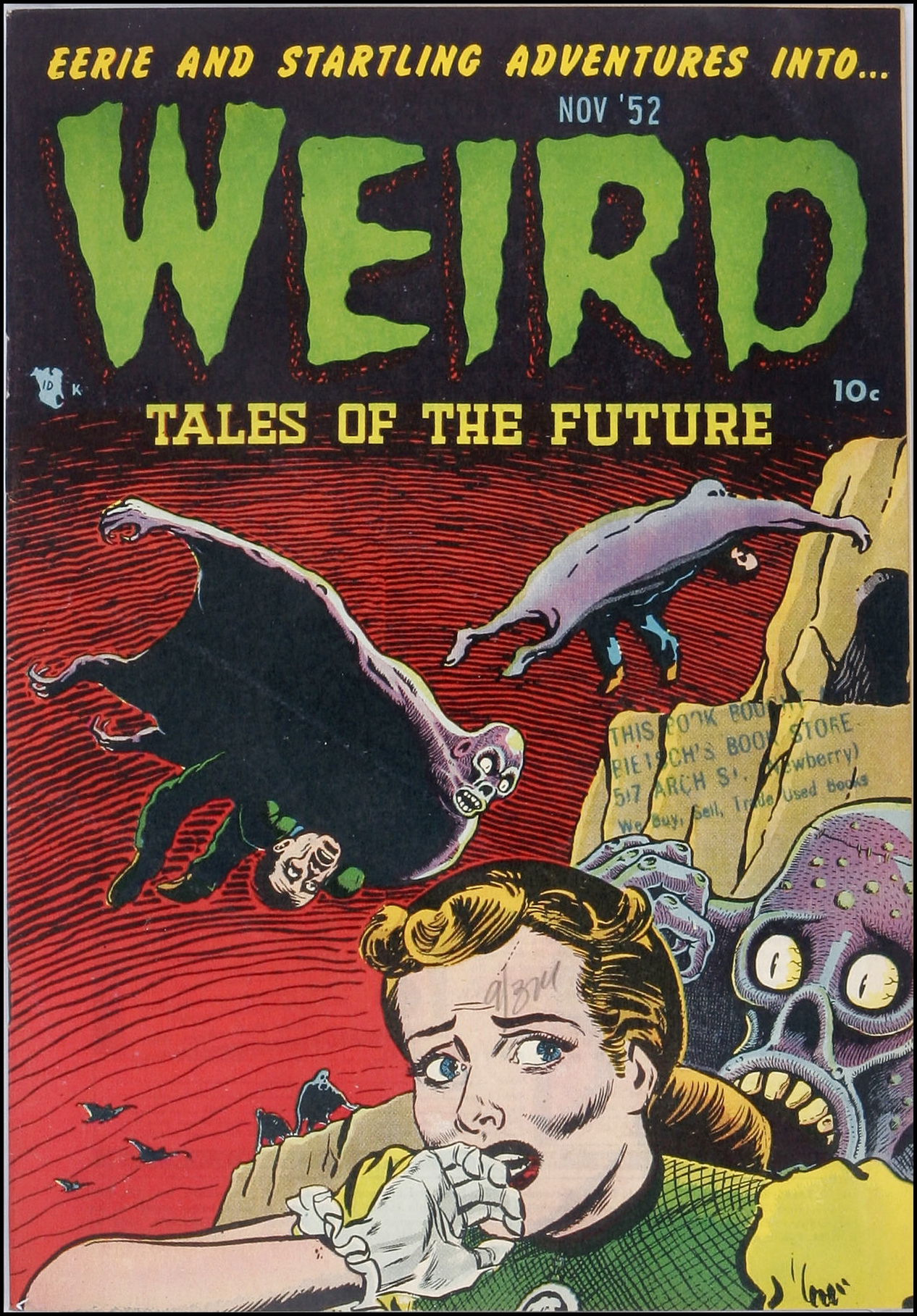
Couverture n^{o} 4 de Weird Tales of the Future (novembre 1952). Il s'agit d'un montage de dessins provenant de différentes sources. La femme est dessinée par Ed Robbins. Le décor et les créatures sont dessinés par Wolverton et sont repris de différentes cases de Nightmare World, une bande qui avait été publiée dans le précédent numéro du comic book.

De 1951 à 1953, Wolverton revient à la science-fiction mais dans un registre plus horrifique. Il dessine 17 histoires qui sont publiées dans différents comic books, édités par Atlas Comics ou par Key Publications. C'est « l'époque de la terreur nucléaire » et de la guerre de Corée, une période au cours de laquelle la possibilité du lavage de cerveau est discutée dans les médias. D'après l'historien des comic books Jim Trombetta, Wolverton est « un maître méconnu » qui a su donner forme aux angoisses de la société américaine des années cinquante en montrant, dans Nightmare World (publié en septembre 1952 dans le numéro 3 de Weird Tales of the Future), « le moi profond [des individus] comme le lieu le plus dangereux qui soit » et en se faisant, dans The Brain-Bats of Venus (publié en septembre 1952 dans le numéro 7 de Mister Mistery), « poète du lavage de cerveau ». 
Wolverton, qui avait réalisé plus de 1300 planches en quinze ans, abandonne ensuite la bande dessinée, n'y revenant que très brièvement pour Mad entre 1954 et 1963 puis pour Plop! (dont il illustre la plupart des couvertures) et Comic Box entre 1974 et 1976. Il est en effet devenu un caricaturiste recherché depuis qu'il a donné un visage à Léna la hyène (anglais : Lena the Hyena). Léna est un personnage récurrent du comic strip à succès Li'l Abner. Al Capp, l'auteur de la série, ne l'a jamais représentée sous prétexte qu'elle était trop laide pour que les lecteurs la supportent. En 1946, Capp et l'agence de presse United Features organisent un concours : qui saura dessiner Léna la hyène ?  Wolverton gagne le concours, ce qui lui vaut d'être engagé par des magazines prestigieux (comme Life) pour réaliser des caricatures de personnalités contemporaines. Les distorsions extrêmes qu'il se plaît à effectuer, faisant pendouiller ou saillir de manière exagérée divers éléments des visages, valent à son travail d'être présenté par les éditeurs de Life comme emblématique de « l'école de design spaghetti et boulettes de viande » , dénomination qui a fait florès. Il travaille également pour la publicité et réalise diverses œuvres de commande, dont des cartes à collectionner pour Topps en 1968. Wolverton, fervent évangéliste, a également adapté à partir de 1952 de nombreux épisodes de la Bible pour la Radio Church of God (devenue Église universelle de Dieu en 1968), dans un style très détaillé qui, sans être caricatural, utilise les moyens des horror comics et du dessin humoristique grotesque pour mieux saisir le lecteur.
Victime d'une attaque invalidante en 1974, Wolverton meurt en 1978 à Vancouver, ville de la banlieue nord de Portland. Après sa mort, ses œuvres sont régulièrement rééditées, par thème ou par héros, notamment grâce aux efforts du fils de l'auteur, Monte.

## Œuvres publiées en français
- Basil Wolverton, Arsouilles ! et Créatures de rêve !, Paris, Futuropolis, 1980, 64 p. (recueil en petit format de caricatures ; chacune est reproduite en pleine page ; Arsouilles !, la première partie, reprend le contenu de Barflize, un fascicule publié en 1952[16] ; les commentaires sont traduits par Florence Cestac et Dominique Dupuis)
- La Bible de Wolverton, Madrid, Diábolo, 2013.
- Collectif, Four Color Fear. Comics d'horreur des années 50, Madrid, Diábolo, 2013 (recueil comprenant deux histoires dessinées par Wolverton : "Swamp Monster" et "Nightmare World")

## Sur Wolverton
Bill Spicer consacre à Wolverton deux numéros de Graphic Story Magazine (en) en 1970 et 1971. Dans les années 2010, Greg Sadowski travaille sur une biographie du dessinateur. Les éditions Fantagraphics en publient un premier tome (Creeping Death from Neptune : The Life and Comics of Basil Wolverton, 1909-1941) en 2015 et un second (Brain Bats of Venus : The Life and Comics of Basil Wolverton, 1942-1952) en 2019. Dans chaque tome est recueilli un grand nombre de comics dessinés par l'auteur pendant la période concernée. 

## Prix et distinctions
Renommé de son vivant, Wolverton a été inscrit à titre posthume aux temples de la renommée des deux principaux prix de bande dessinée américains : le temple de la renommée Jack Kirby des prix Harvey en 1991, et le temple de la renommée Will Eisner du prix Eisner en 2000.
- 1991 : Temple de la renommée Jack Kirby
- 2000 : Temple de la renommée Will Eisner